# Niklas Teichgräber
Niklas Teichgräber (* 7. Februar 1996 in Gehrden) ist ein ehemaliger deutscher Fußballspieler.

## Karriere

### Verein
Teichgräber spielte in der Jugend bis 2007 für den VSV Hohenbostel und von 2007 bis 2014, also bis zur U19 bei Hannover 96. Im Januar 2014 rückte er aus der U19 in die 2. Mannschaft von 96 auf, welche zu dem Zeitpunkt in der Regionalliga Nord spielte. Im Juni 2014 zog Teichgräber sich einen Kreuzbandriss zu und musste daraufhin bis Ende Dezember 2014 pausieren. Trotzdem stand er ab der Spielzeit 2014/15 im Kader der 1. Mannschaft, sollte jedoch folglich ohne Einsatz bleiben. Für die Rückrunde von Januar 2016 bis Juni 2016 wurde Teichgräber an den Ligakonkurrenten VfV Hildesheim ausgeliehen. Nach seiner Rückkehr blieb Teichgräber noch bis zur Winterpause 2016/17, ehe er Hannover verließ.
Im Januar 2017 wechselte er innerhalb der Regionalliga Nord zu 1. FC Germania Egestorf/Langreder. Hier spielte er insgesamt zwei Spielzeiten und kam auf insgesamt 55 Ligaeinsätze und einen Treffer. Die Germania stieg am Ende der Spielzeit 2018/19 in die Oberliga Niedersachsen ab und Teichgräber verließ den Verein.
Seit Sommer 2019 spielt Teichgräber beim TSV Havelse. Allerdings musste er auf seinen ersten Einsatz einige Zeit warten, da er sich im Juli 2019 erneut einen Kreuzbandriss zuzog und bis Jahresende 2019 ausfiel. Im August 2020 gewann er mit dem TSV den Niedersachsenpokal, daraufhin absolvierte er mit Havelse am 11. September 2020 seinen ersten Einsatz im DFB-Pokal. Bei dieser 1:5-Niederlage gegen den Bundesligisten 1. FSV Mainz 05 stand er in der Startelf. Ebenfalls in der Saison 2020/21 gelang ihm mit dem Verein über die Aufstiegsspiele gegen den 1. FC Schweinfurt der Aufstieg in die 3. Liga. Dort gab er in der darauf folgenden Drittligasaison 2021/22 daraufhin sein Profiliga-Debüt und bestritt die Spielzeit als Stammspieler, stieg jedoch mit der Mannschaft 2022 wieder in die Regionalliga ab. Die anschließende Regionalligasaison 2022/23 verpasste er erneut größtenteils aufgrund einer Verletzung. Im Sommer 2024 beendete er seine Karriere.

### Nationalmannschaft
Zwischen 2011 und 2013 absolvierte Teichgräber für die deutsche U16 und 17 einige Freundschaftsspiele. Am 23. November 2011 beim 5:0-Erfolg über die U16 von Zypern erzielte er das 1:0 in der 2. Spielminute und somit seinen einzigen Treffer bei den DFB-Junioren.

## Erfolge
- Niedersachsenpokal-Sieger: 2019/20
- Aufstieg in die 3. Liga: 2021/21